# 와우 에어
와우 에어(영어: WOW air)는 아이슬란드의 저비용 항공사로 총 23개 노선을 취항하고 있다. 본사는 아이슬란드 레이캬비크에 위치해 있으며 2011년에 설립되어 2012년 5월부터 프랑스 파리 노선을 처음으로 취항했다. 또한 사용하고 있는 허브 공항으로 케플라비크 국제공항이 있으며 2012년 10월에 아이슬란드 익스프레스를 인수 후 합병했다. 그러나 질 낮은 서비스와 잦은 지연 운행으로 부정적인 평가를 받았던데다가 설상가상으로 자금난까지 겹쳤고 투자자들과의 최종 협상마저 결렬되면서 2019년 3월 28일 이 항공사는 7년간의 운영을 영구 중단했다.

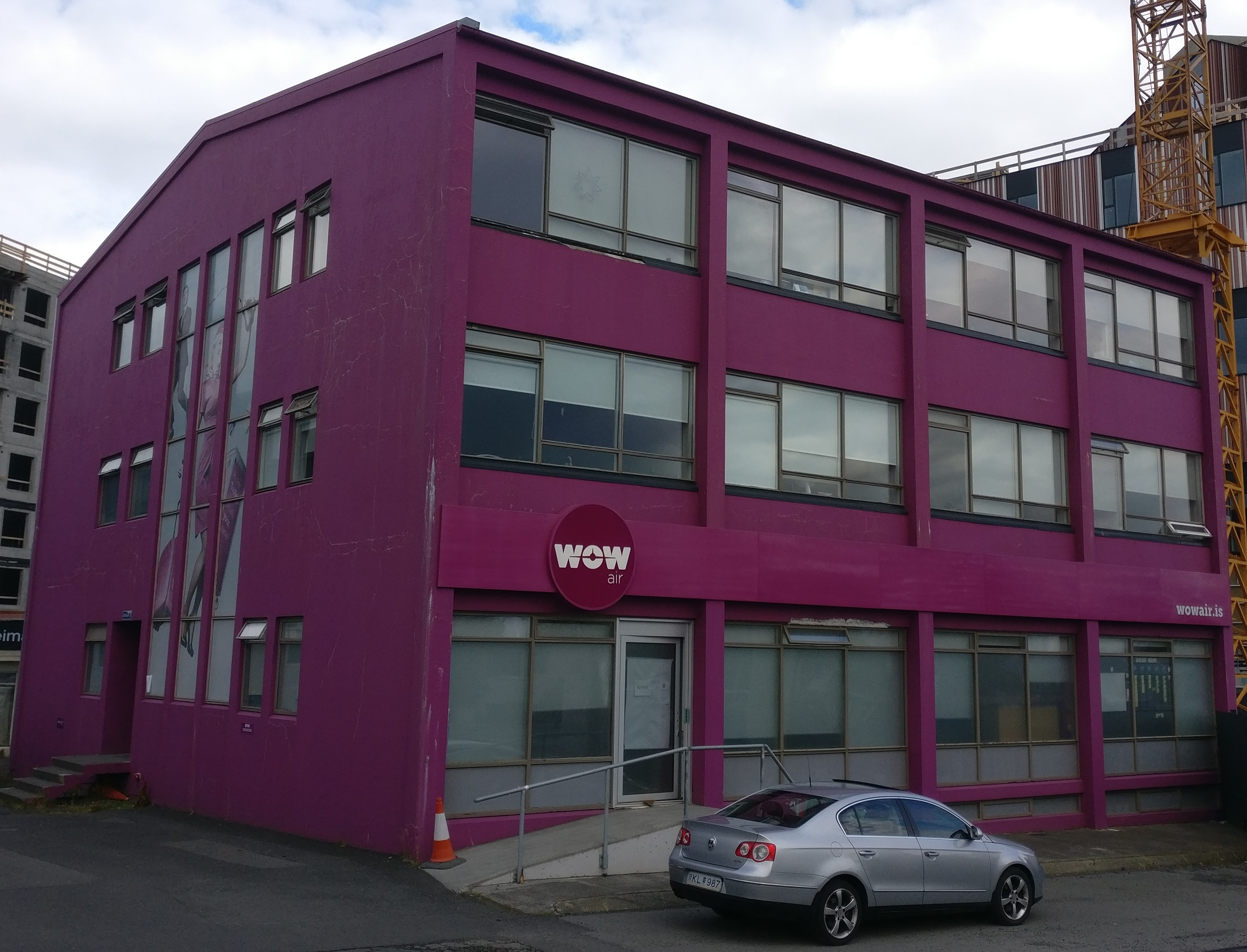
와우 에어의 본사

## 운항 노선
- 2017년 9월 기준으로 와우 에어는 다음과 같은 노선을 운항하고 있다.

## 보유 기종

### 현재 보유중인 기종
- 2019년 3월 도산 전까지, 와우 에어는 다음과 같은 기종을 보유하고 있었다.[4]